# Minato Bridge
Il Minato Bridge (港大橋 (Minato ōhashi?)) è un ponte a travi a sbalzo a due piani situato a Osaka, in Giappone.

## Descrizione

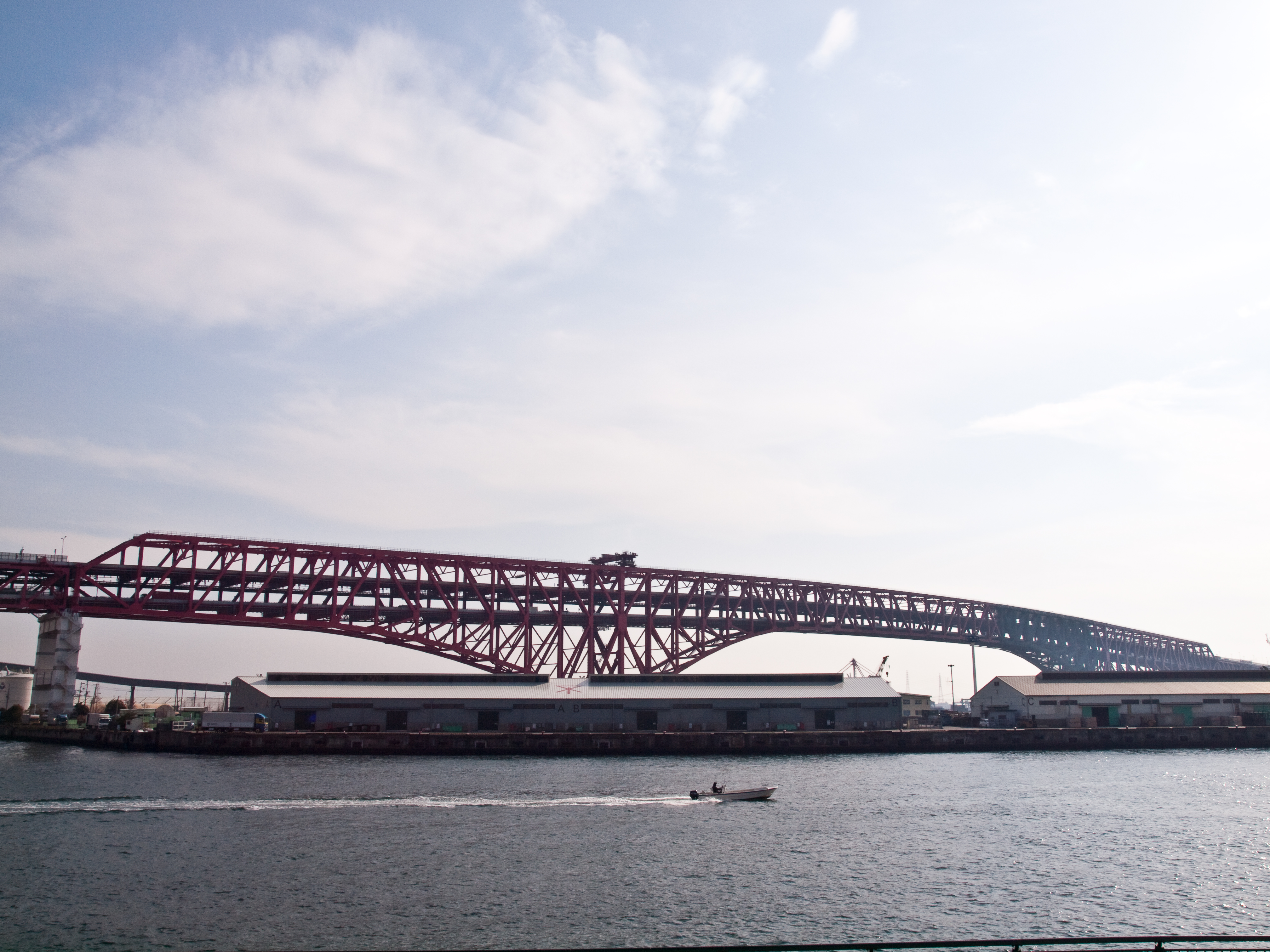
Vista panoramica del ponte

Il ponte nella parte superiore è attraversato dalla Hanshin Expressway Route 16 Osakako Line e il ponte inferiore dalla Route 5 Bayshore Line. La costruzione iniziò nel 1973 e fu inaugurato nel 1974. Costato 117 milioni di dollari, misura 983 m in lunghezza e 52 m in larghezza. Il ponte è il terzo al mondo per lunghezza della campata a sbalzo, dietro solo al ponte del Quebec e al Forth Bridge.
Per la realizzazione del ponte, i progettisti scattarono le soluzioni come ad arco o sospese, a causa delle cattive condizioni del sottosuolo composto da strati alternati di argilla e ghiaia. Optarono invece per una struttura a sbalzo utilizzando acciaio ad alta resistenza per ridurre la massa complessiva del ponte.